# Хертиоана-Разеши (Бакау)
Хертиоана-Разеши (рум. Hertioana-Răzeși) насеље је у Румунији у округу Бакау у општини Трајан. Oпштина се налази на надморској висини од 197 m.

## Становништво
Према подацима из 2002. године у насељу је живело 62 становника, од којих су сви румунске националности.